# Prießnitz (bij Naumburg)
Prießnitz is een plaats en voormalige gemeente in de Duitse deelstaat Saksen-Anhalt en maakt deel uit van het Burgenlandkreis.
Prießnitz telde in januari 2020 volgens de website van de gemeente Naumburg 294 inwoners.
Prießnitz ligt in het uiterste zuiden van de gemeente Naumburg, 2 km ten oosten van de Bundesstraße 88 Naumburg- Camburg- Jena.
In het dorp is een kleine fabriek van bouwmaterialen gevestigd. Voor het overige bestaat Prießnitz vooral van landbouw; de lössbodems zijn vruchtbaar en geschikt voor akkerbouw.

## Trivia
Een weggetje, dat vanuit de dorpskern oostwaarts loopt, draagt de merkwaardige naam Am Angstplatz. Dit gaat terug op het volgende:
Op 16 oktober 1806, rondom de door de Franse troepen van Napoleon gewonnen Slag bij Jena, werd Prießnitz door de Fransen aangevallen. De Fransen beweerden ten onrechte, dat de dorpelingen een bevoorradingstransport van het Franse leger zouden hebben overvallen en beroofd. Zij wilden nu als represaille het gehele dorp afbranden en zeven jongemannen uit Prießnitz fusilleren op de locatie, die men later angstplaats is gaan noemen. De zoon van de dominee, Christian Gottlob Großmann, kende de Franse taal en kon de bezetters ervan overtuigen, dat deze het bij het verkeerde eind hadden. De zeven jongemannen, die al voor het vuurpeloton stonden, bleven gespaard; de Fransen schoten over hun hoofden heen.
Dit feit wordt jaarlijks nog op 16 oktober tijdens een één week durend dorpsfeest herdacht.